# Spaniens herrlandslag i handboll
Spaniens herrlandslag i handboll representerar Spanien i handboll på herrsidan.
Laget tog en plats i världseliten under 1990-talet. 2005 vann Spanien VM-guld och sin första VM-medalj någonsin efter en överlägsen vinst mot Kroatien i finalen med 40–34 efter bland annat 11 mål av kantspelaren Juanín García som bröt benet mot stolpen (Spanien ledde med 21–13 i efter första halvlek). Juan Carlos Pastor var Spaniens dåvarande förbundskapten.
2018 vann Spanien sitt första EM-guld efter finalseger med 29–23 över Sverige, och blev även det landslag som vunnit flest EM-medaljer (7 st). Vid 2020 års turnering, som spelades i Norge, Sverige och Österrike, försvarade spanjorerna guldet genom att vinna finalen i Stockholm mot Kroatien med 22–20.

## Meriter
| - 1938 i Tyskland: Deltog ej - 1954 i Sverige: Deltog ej - 1958 i Östtyskland: 12:a - 1961 i Västtyskland: Deltog ej - 1964 i Tjeckoslovakien: Deltog ej - 1967 i Sverige: Deltog ej - 1970 i Frankrike: Deltog ej - 1974 i Östtyskland: 13:e - 1978 i Danmark: 10:a - 1982 i Västtyskland: 8:a - 1986 i Schweiz: 5:a - 1990 i Tjeckoslovakien: 5:a - 1993 i Sverige: 5:a - 1995 i Island: 11:a - 1997 i Japan: 7:a - 1999 i Egypten: 4:a - 2001 i Frankrike: 5:a - 2003 i Portugal: 4:a - 2005 i Tunisien: Guld - 2007 i Tyskland: 7:a - 2009 i Kroatien: 13:e - 2011 i Sverige: Brons - 2013 i Spanien: Guld - 2015 i Qatar: 4:a - 2017 i Frankrike: 5:a - 2019 i Danmark och Tyskland: 7:a - 2021 i Egypten: Brons - 2023 i Polen och Sverige: Brons | - 1994 i Portugal: 5:a - 1996 i Spanien: Silver - 1998 i Italien: Silver - 2000 i Kroatien: Brons - 2002 i Sverige: 7:a - 2004 i Slovenien: 10:a - 2006 i Schweiz: Silver - 2008 i Norge: 9:a - 2010 i Österrike: 6:a - 2012 i Serbien: 4:a - 2014 i Danmark: Brons - 2016 i Polen: Silver - 2018 i Kroatien: Guld - 2020 i Norge, Sverige och Österrike: Guld - 2022 i Ungern och Slovakien: Silver - 2024 i Tyskland: 13:e | - 1936 i Berlin: Deltog ej - 1972 i München: 15:e - 1976 i Montréal: Ej kvalificerade - 1980 i Moskva: 5:a - 1984 i Los Angeles: 8:a - 1988 i Seoul: 9:a - 1992 i Barcelona: 5:a - 1996 i Atlanta: Brons - 2000 i Sydney: Brons - 2004 i Aten: 7:a - 2008 i Peking: Brons - 2012 i London: 7:a - 2016 i Rio de Janeiro: Ej kvalificerade - 2020 i Tokyo: Brons - 2024 i Paris: Brons |

## Spelare i urval

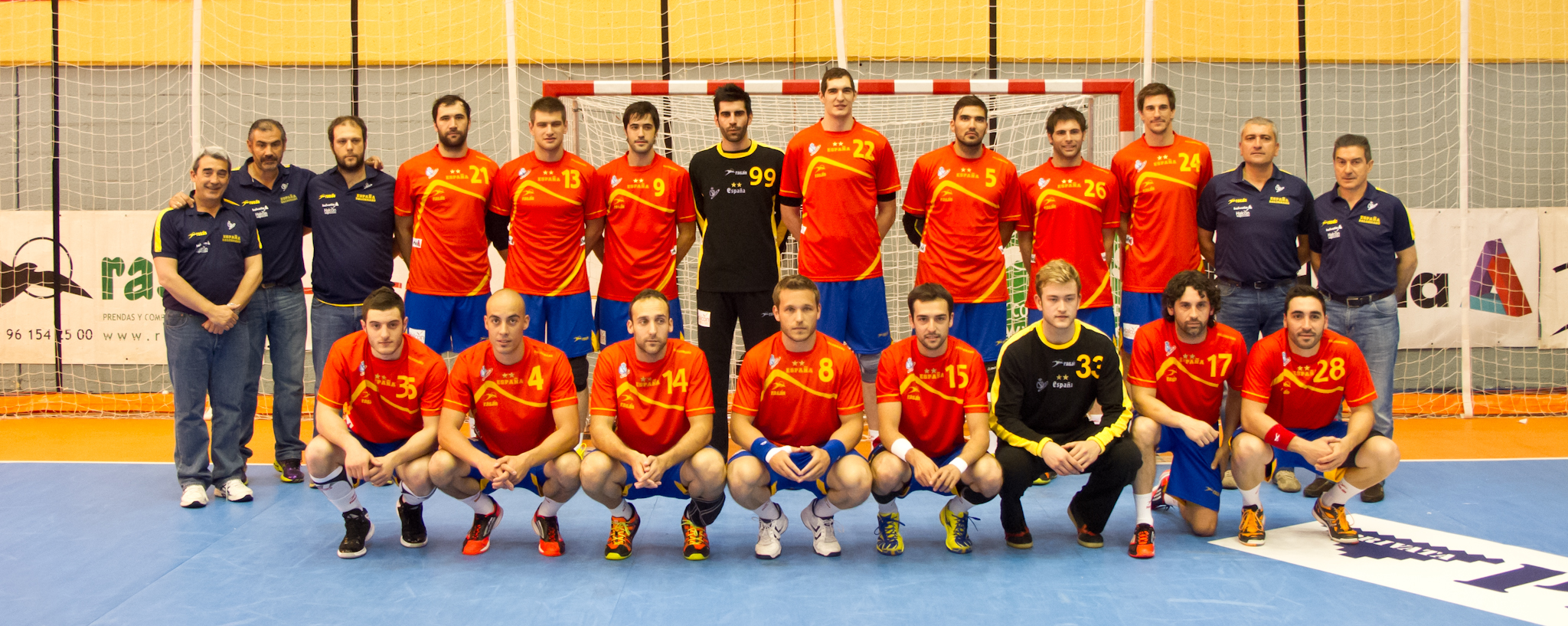
Spaniens landslagstrupp 2013.

- 1990-talet: Iñaki Urdangarin, Enric Masip, Rafael Guijosa, Antonio Ortega, Xavier O'Callaghan, Talant Dujshebaev, Salvador Esquer, Alberto Urdiales, Andrei Xepkin, Antonio Ugalde, Jordi Núñez, Mateo Garralda, David Barrufet, Fernando Hernández, Demetrio Lozano, Mariano Ortega, Juancho Pérez, Jesús Fernández.
- 2000-talet: Iker Romero, Alberto Entrerríos, Roberto García Parrondo, Ion Belaustegui, Juanín García, Rubén Garabaya, Chema Rodríguez, David Davis, Albert Rocas, José Javier Hombrados, Rolando Uríos, Raúl Entrerríos, Carlos Prieto, Víctor Tomás, Carlos Ruesga, Cristian Malmagro, Julen Aguinagalde, Joan Cañellas,  José Manuel Sierra, Viran Morros, Cristian Ugalde.
- 2010-talet: Gedeón Guardiola, Arpad Šterbik, Valero Rivera, Jorge Maqueda, Daniel Sarmiento, Antonio García, Eduardo Gurbindo, Gonzalo Pérez de Vargas, Alex Dujshebaev.